# ジャパントゥデイ
『ジャパントゥデイ』（英: Japan Today）は、日本の東京都に拠点を置くオンラインメディア。

## 概要
ジャパントゥデイは2000年9月に刊行が開始され、ワイヤー、プレスリリース、写真、会社概要などの情報を英語で掲載している。ジャパントゥデイはGaijinpot.com、RealEstate.co.jpなども所有しているジープラスメディア（学研ホールディングス傘下）によって運営されている。